# Новогрудский историко-краеведческий музей
Новогру́дский исто́рико-краеве́дческий музе́й (бел. Навагрудскі гісторыка-краязнаўчы музей) — музей в городе Новогрудок Гродненской области Республики Беларусь, который посвящён истории и культуры Новогрудка и Новогрудского района. Находится в здании XIX века, которое расположено на центральной площади города по улице Гродненской, 2.

## История
Первые попытки создать краеведческий музей в Новогрудке осуществили корреспондент газеты «Новае жыццё» и редактор новогрудского радио Иван Иванович Казачонак, а также местные краеведы Борис Иванович Бесараб и Роман Степанович Лецка в конце 1960-х годов. Однако тогда музей не был создан, а собранные экспонаты не сохранились.
Нынешний музей был организован благодаря работе Нины Петровны Шурак начиная с 1987 года. Музей открыт с 12 сентября 1992 года.

## Фонды и экспозиции
Экспозиция размещена в 9 залах (250 кв.м.) фонды музея насчитывают 13,5 тыс. единичек хранения.
Экспозиция показывает наиболее значительные событии истории города и района, знакомит с историей белорусских земель XIII-XVI вв.: деятельностью велких князей и др., рассказывает о расселении татаров на Новогрудчине, о создание православной митрополии и тд. На основании документов и диорам паказаны изменения в статусе города в связи с получением ним магдебургского права, герба, заседаниями Главного трибунала, а также войн, которые привели к разрушения Новогрудского замка. Рассказывает о выдающихся людях, чья жизнь и деятельность связаны с Новогрудчиной.
Музей имеет богатую этнографическую коллекцию, произведения народного искусства (женский и мужской костюмы, тканые покрывала, деруги, настольники, расшитые рушнички, салфетки, глиняную и деревянную посуду).
Отдельными темами подана деятельность в межвоенный период в Новогрудке двух государственных гимназий.
Значительная площадь отведена показу немецкой оккупации Новогрудчины в годы Первой и Второй мировых войн: участие жителей в военных действиях, режим оккупации, трагедия еврейской общины города, противоречивое движение сопротивления, в котором участвовали советские партизанские отряды, еврейский партизанский отряд Бельских и др.
В 2016 году музей посетило 13 тыс. челавек (по посещаемости 9-е место в Гродненской области).